# Josef Loos
Josef Loos (13 mars 1888 - 15 février 1955) est un joueur de hockey sur glace professionnel tchécoslovaque médaillé olympique né et mort à Prague. Son frère cadet, Vilém, joue également dans l'équipe médaillée.

## Carrière
Il a joué dans sa jeunesse au football mais également au hockey au sein des sections du Slavia Praha.
Il participe avec au championnat d'Europe de 1914 avec la Bohême et remporte la médaille d'or. Après la Première Guerre mondiale, il fait partie de l'équipe de Tchécoslovaquie qui remporte la médaille de bronze au tournoi de hockey en 1920 à Anvers. Il fait alors partie de la première équipe participant à une compétition officielle et perd contre les Falcons de Winnipeg représentants du Canada sur la marque de 15 buts à 0. Le second match est également soldé par une défaite de son pays avec une défaite 16-0 contre l'équipe des États-Unis. La première victoire de l'équipe vient contre les Suédois. La Tchécoslovaquie remporte le match 1 but à 0, but inscrit par Josef Šroubek.
Il connaîtra également une belle carrière de dirigeant dans le monde du hockey d'abord à la tête du HC Slavia Prague puis petit à petit au sein même de la Fédération de République tchèque de hockey sur glace, la Český svaz ledního hokeje. Il en devient même le président entre 1945 et 1948. En 1945, il devient également vice-président de la Fédération internationale de hockey sur glace, poste déjà occupé par le passé par un autre médaillé de 1920 : Karel Hartmann.
C'est sous sa présidence que la Tchécoslovaquie accueille en 1947 le championnat du monde, la première édition depuis la fin de la seconde guerre. Cette édition est disputée à Prague

## Statistiques en équipe nationale
| Année | Équipe          | Compétition           |  | PJ | B | A | Pts | Pun                |  | Résultats |
| 1914  | Bohême          | Championnat d'Europe  |  | 0  |   |   |     | Médaille d'or      |  |           |
| 1920  | Tchécoslovaquie | Jeux olympiques d'été |  | 0  |   |   |     | Médaille de bronze |  |           |